# 君が笑む夕暮れ
「君が笑む夕暮れ」（きみがえむゆうぐれ）は、日本の歌手・南條愛乃の1作目のシングル。

## 概要
- 初のシングル作品。
- 表題曲はテレビアニメ『東京レイヴンズ』のエンディングテーマに起用され[2]、南條にとって初のアニメタイアップとなった。
- 初回限定盤と通常盤の2形態で発売され、初回限定盤には表題曲のミュージック・ビデオとメイキング映像、2種類のスポットCM映像を収録したDVDが同梱された[2]。

## 収録曲
1. 君が笑む夕暮れ [5:24]
作詞：KOTOKO
作曲・編曲：井内舞子
透明感のある切なく心地良い曲で、歌詞も作詞を手掛けたKOTOKOの女性像が反映されている。歌詞には深夜におけるファミレスでのKOTOKOと南篠のやりとり[3]を彷彿とさせるフレーズが盛り込まれているなど、南條へのエール的な内容に仕上がっている[4]。ちなみに同作のヒロインがボクっ娘であるため、一人称もそれを反映させている[4]。
2. 君が笑む夕暮れ ～Acoustic Ver.～ [3:19]
作詞：KOTOKO
作曲：井内舞子
編曲：井内舞子、太田貴之
表題曲のアコースティックバージョン。
3. Precious time [4:22]
作詞：南條愛乃
作曲：rino
編曲：長田直之
4. 君が笑む夕暮れ <instrumental> [5:23]
作曲・編曲：井内舞子
表題曲のインストゥルメンタル。
5. Precious time <instrumental> [4:21]
作曲：rino
編曲：長田直之
カップリング曲のインストゥルメンタル。

## 参加ミュージシャン
- 南條愛乃：Vocal (#1,2,3)

Additional Musician
- 太田貴之：Acoustic Guitar & Electric Guitar (#1,4)
- 東タカゴー：Guitar (#3,5)
- 井内舞子：All Other Instruments & Programming (#1,4)
- 長田直之：Othar Instruments (#3,5)

## タイアップ
- 独立放送局・テレビ愛知系アニメ『東京レイヴンズ』前期エンディングテーマ (#1)

## 収録アルバム
- 東京 1/3650 (#1,3)
- THE MEMORIES APARTMENT -Anime- (#1)